# 查塔姆島信天翁
查塔姆島信天翁（學名：Thalassarche eremita），或簡稱查島信天翁，是一種中型的信天翁，僅在紐西蘭查塔姆群島上的一些岩礁上繁殖。由白頂信天翁（Thalassarche cauta）的查塔姆島亞種提升出來。體重3.1至4.7kg，體長90cm，是眾多白頂信天翁中最小的一種。
由於分佈極為狹窄，其棲地生境正因發展而受到破壞，故在IUCN紅色名錄內列為極危物種，估計目前種群數目不多於11,000頭。

## 外部連結
- BirdLife Species Factsheet （页面存档备份，存于）